# Орора (Онтарио)
Орора (англ. Aurora) — город (с 1888 года) в составе регионального муниципалитета Йорк (провинция Онтарио, Канада), в 30 км к северу от Торонто. Население по данным переписи 2021 года около 62 тысяч человек, плотность свыше 1200 чел/км². В Ороре, в XIX веке бывшей важным центром квакерства, в начале XXI века функционирует ряд высших учебных заведений, включая частный Колледж Святого Андрея, и промышленный комплекс.

## География

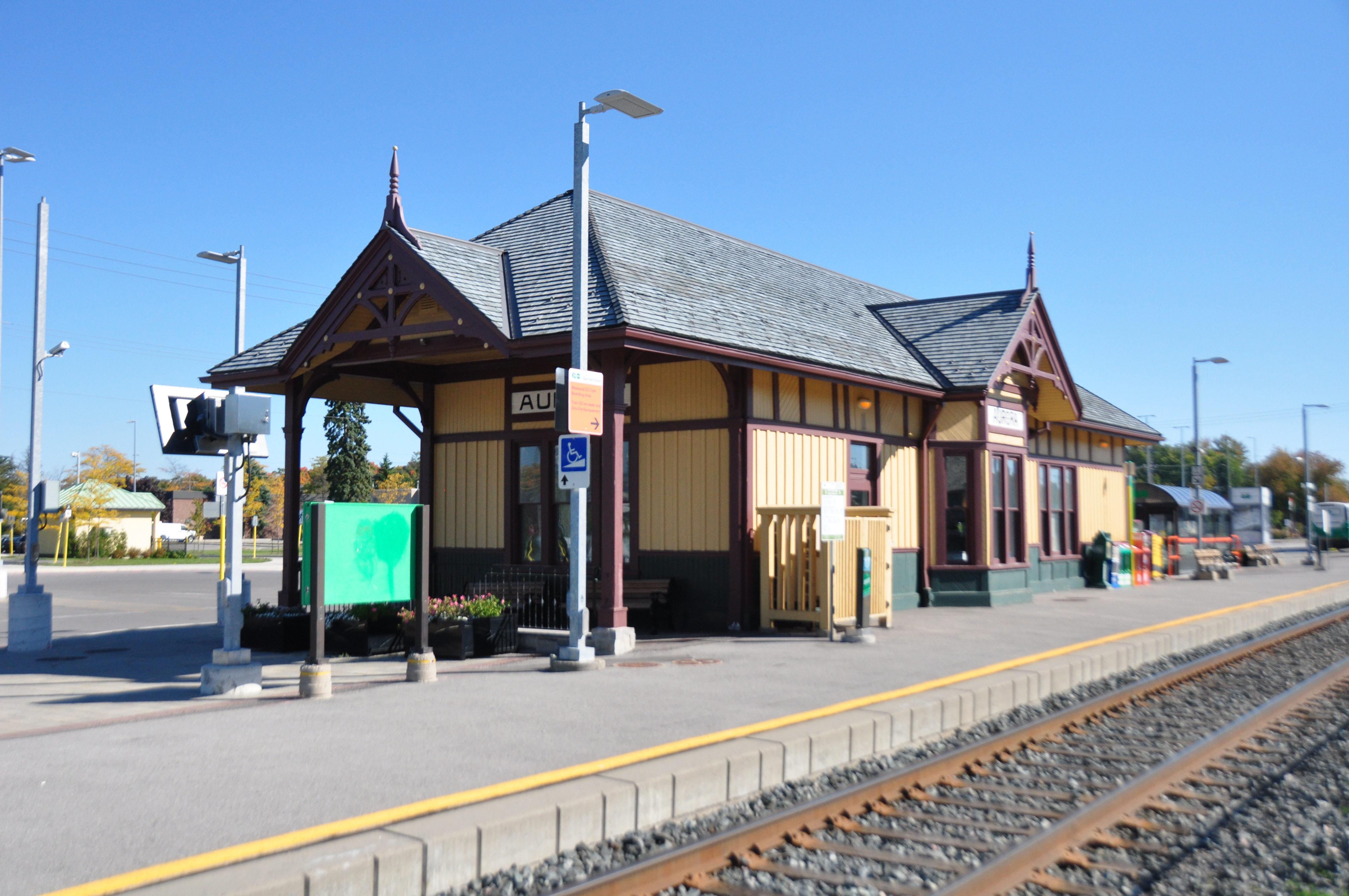
Исторический вокзал Ороры

Орора является частью регионального муниципалитета Йорк, который в свою очередь является частью городской агломерации Большого Торонто. Площадь города — 50 км². Орора расположена в 30 км севернее Торонто. На юге Орора граничит с Ричмонд-Хиллом, на западе — с тауншипом Кинг, на севере с Ньюмаркетом и на востоке с городом Уитчерч-Стуфвилл. Вдоль восточной границы города проходит скоростное шоссе 404, вдоль западной границы — Батерст-стрит, начинающаяся непосредственно в Торонто. Через саму Орору проходит Янг-стрит (шоссе 11), также идущая из Торонто. Город связывают с другими населёнными пунктами Большого Торонто системы общественного транспорта Viva и GO Transit.

## История
Местность, в настоящее время занимаемая городом Орора, была заселена вместе с окружающими землями в начале XIX века. К 1806 году территория по обе стороны от будущей Янг-стрит, на то время представлявшей собой военный тракт, была разбита на земельные участки. Один из первых хуторов возник уже в 1804 году, вскоре неподалёку начала работу мельница, а в 1818 году была построена методистская церковь. До 1854 года регион был известен как Мейчеллс-Корнерс, по фамилии местного торговца. В 1854 году почтмейстер Чарльз Доун (амнистированный участник восстания 1837 года) дал ей имя Орора в честь римской богин утренней зари.

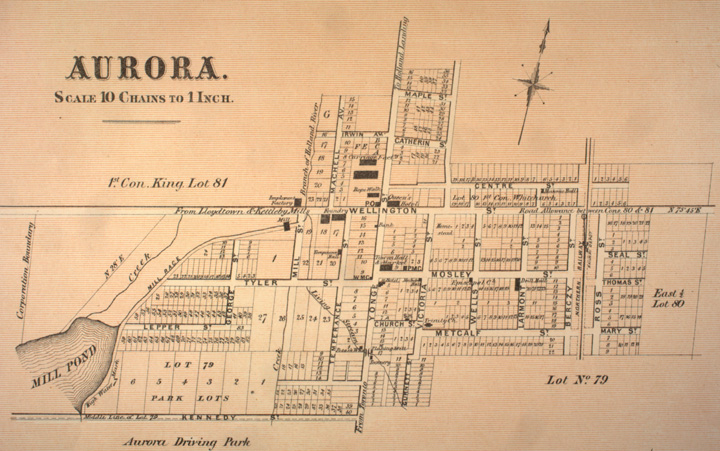
План Ороры, 1878 год

К 1853 году до региона дошли пути железной дороги Симко-Гурон. Первый поезд пришёл на станцию в нынешней Ороре в мае 1853 года. В следующем году в эти места пришёл «Торонто» — первый паровоз, построенный непосредственно в Канаде; с этого времени наличие железнодорожного сообщения оказывало положительное влияние на развитие местной экономики. Первоначально станция в Ороре служила перевалочным пунктом для грузов леса и зерна, однако вскоре в этом районе началось развитие промышленности, первым предприятием которой стал в 1859 году плавильный завод. В 1863 году Орора получила статус деревни, и её первым ривом (старостой) стал Доун.
Орора стала важным центром квакерства. Вслед за плавильней в ней уже к 1878 году были построены мельница, лесопилка, поташная, канатная и каретная фабрики, школа, банк и две гостиницы. В 1888 году Орора получила статус города, однако к концу века с переездом крупных предприятий на электрифицированный юг из неё начался отток населения. Только после Второй мировой войны улучшение качества автомобильных дорог и доступность частного транспорта обеспечили новый рост населения и экономики в городе. В октябре 1970 года Орора стала частью регионального муниципалитета Йорк.

## Население и администрация
По данным переписи населения 2021 года, в Ороре проживали 62 057 человек — рост на 11,9 % по сравнению с переписью 2016 года. Темп роста заметно превышал средний по региональному муниципалитету Йорк (5,7 %), по провинции Онтарио (5,8 %) и по Канаде в целом (5,2 %). По числу жителей Орора занимала в 2021 году 39-е место из населённых пунктов провинции Онтарио и 92-е по всей Канаде. Плотность населения составляла 1241,1 чел/км².
Средний возраст жителей Ороры в 2021 году составлял 40,9 года, медианный — 42 года. 17 % населения составляли дети и подростки в возрасте до 14 лет включительно, 15 % — люди пенсионного возраста (65 лет и старше). Более 60 % жителей состояли в зарегистрированном или незарегистрированном браке, средний размер учётной семьи — 3,1 человека; в городе насчитывалось более 2600 родителей-одиночек (преимущественно матерей). В 70 % семей были дети, проживающие с родителями (в среднем 1,7 ребёнка на семью). Средний размер домохозяйства — 2,9 человека; примерно 17 % домохозяйств составляли одиночки.
Более трети населения Ороры составляют иммигранты, из которых свыше половины прибыли в Канаду в 20 лет, предшествовавших переписи 2021 года. Наиболее значительные диаспоры — китайская (около 6,7 тысяч выходцев из материкового Китая, Гонконга и Тайваня) и иранская (свыше 3000 человек), в городе также проживают более 1400 иммигрантов из Великобритании и более чем по 500 выходцев из Индии, России и Филиппин. Около 400 человек — представители коренных народов Северной Америки. Примерно для 60 % жителей родным языком был английский, среди других распространённых родных языков — китайские (севернокитайский и кантонский), персидский и русский.
Почти 90 % жителей Ороры имеют законченное среднее или более высокое образование (в том числе 40 % — академическую степень от бакалавра и выше, причём среди жителей в возрасте 25 лет и старше эта доля превышает 50 %). Около 30 % всех жителей города с образованием выше среднего получили его за границей.
В городской совет Ороры избирается девять членов, включая мэра. Совет собирается в полном составе два раза в месяц (в июле и августе — один раз), общие комитеты также собираются по два раза в месяц, за исключением июля и августа. Ставка члена муниципалитета является неполной, и большинство членов городского совета одновременно заняты на других работах на полную ставку. На муниципальных выборах 2014 года мэром Ороры стал Джеффри До.

## Экономика
Орора — один из наиболее зажиточных городов Канады, входивший в первую десятку по средней стоимости домохозяйства в 2014 и 2016 годах. Согласно интернет-сайту Ороры, средний доход на душу населения в городе составлял в 2017 году около 65,5 тысяч канадских долларов, на домохозяйство — более 149 тысяч долларов. В 2020 году средний доход на жителя в возрасте 15 лет и старше составлял 71,7 тыс. долларов до вычета налогов, на домохозяйство — 161,8 тысячи. Эти показатели заметно превышали средние по провинции Онтарио (56,4 и 116 тысяч долларов соответственно).
Среди крупнейших частных компаний, действующих в Ороре — производители автомобильных комплектующих Magna International и Kirchhoff Automotive, издательство и типография TC Transcontinental Printing. В Ороре расположен частный Колледж Святого Андрея и ряд других образовательных учреждений. 34 тысячи жителей города (2/3 от общего числа жителей в возрасте 15 лет и старше) входят в пул рабочей силы Канады, из них в 2021 году были трудоустроены 30 тысяч (88 %), в том числе почти 6,5 тысяч — как индивидуальные предприниматели или люди свободных профессий. Наибольшее количество жителей города было занято в сферах торговли и услуг (более 8 тысяч человек), администрации, бизнесе и финансовой сфере (около 7,5 тысячи).